# Heidenau (nádraží)

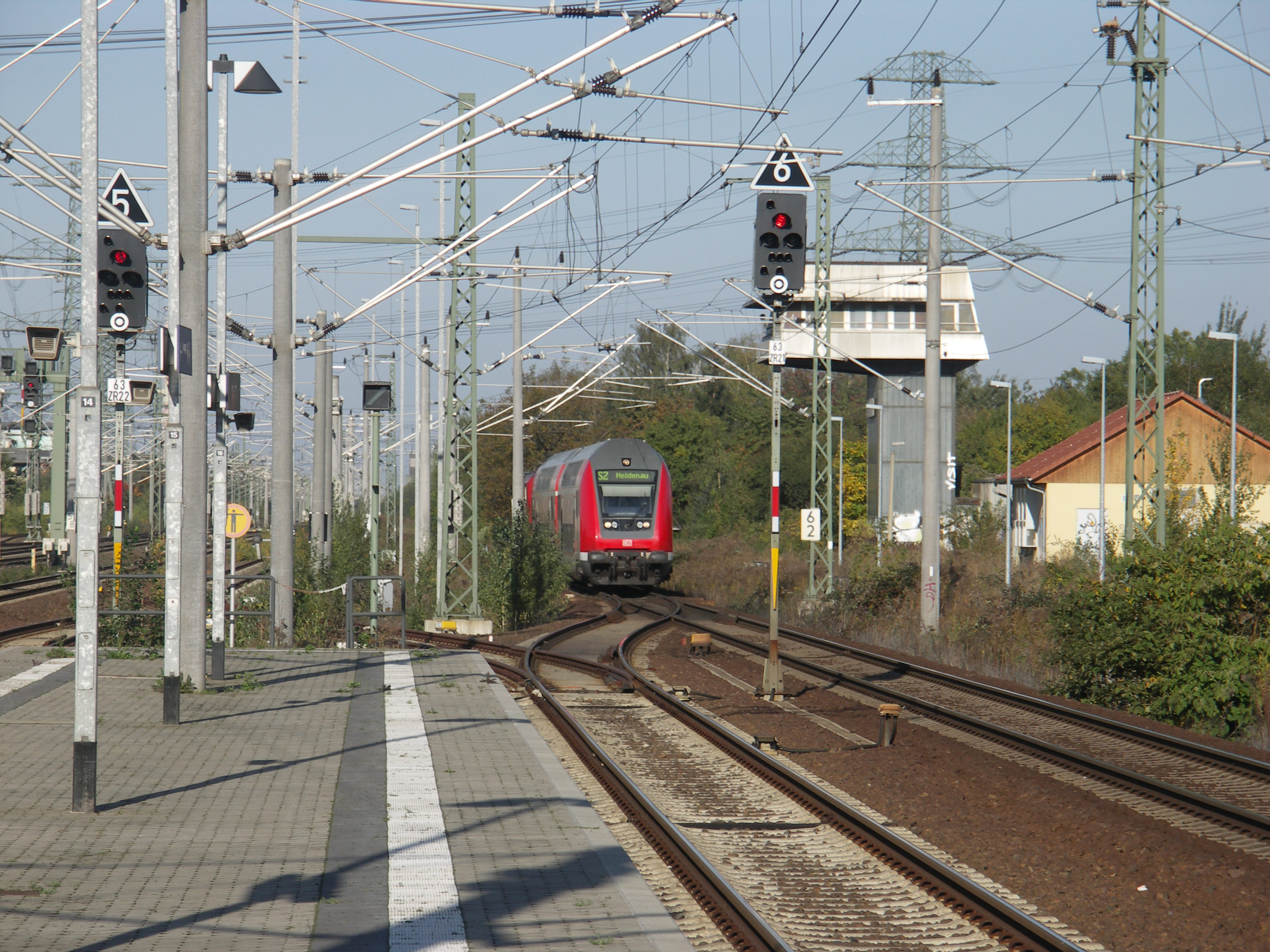
Souprava S-Bahnu přijíždějící do stanice Heidenau

Heidenau je železniční stanice na železničních tratích Děčín hl. n. – Dresden-Neustadt a Heidenau–Altenberg ve stejnojmenném městě u Drážďan.

## Historie
Stanice byla otevřena 1. srpna 1848 pod názvem „Mügeln“. Dne 1. dubna 1920 se spojily původně samostatné obce Mügeln a Gommern s obcí Heidenau, čemuž odpovídalo i přejmenování železniční stanice na „Heidenau“.

## Provoz
Nádraží je pravidelně obsluhováno linkami S1 a S2 příměstské železnice S-Bahn Dresden, které spojují město Heidenau v patnáctiminutových intervalech s Drážďanami po železniční trati Děčín–Drážďany. Vlaky S-Bahnu tvoří jediný pravidelný spoj do centra města Drážďan; doba jízdy mezi stanicí Heidenau a drážďanským hlavním nádražím činí podle jízdního řádu 15 minut. Mimo to zde zastavují jednotlivé expresní vlaky ve směru Děčín, Ústí nad Labem a Litoměřice.
Kromě toho zde začíná Mohelnická dráha do lázeňského města Altenberg v Krušných horách.

## Stanice Dresden-Zschachwitz
Technicky na stanici Heidenau navazuje i železniční zastávka Dresden-Zschachwitz. Tuto stanici, která se nachází v Drážďanech na kilometru 52,66 železniční tratě Děčín – Dresden-Neustadt, obsluhují výhradně linky S1 a S2 příměstské železnice. Jak ve stanici Heidenau, tak ve stanici Dresden-Zschachwitz mají vlaky S-Bahnu svoje vlastní koleje.